# Zschöllau
Zschöllau ist ein Ortsteil der Stadt Oschatz im Landkreis Nordsachsen in Sachsen.

## Geographie und Verkehrsanbindung
Zschöllau liegt nördlich des Stadtkerns von Oschatz. Am südöstlichen Ortsrand fließt die Döllnitz, ein linker Nebenfluss der Elbe.
Die Bahnstrecke Leipzig–Dresden mit dem Bahnhof Oschatz verläuft südlich.